# Bianca Knight
Bianca Knight (* 2. Januar 1989 in Ridgeland, Mississippi) ist eine US-amerikanische Leichtathletin, die vorwiegend im 200-Meter-Lauf antritt. Ihre größten Erfolge erzielte sie als Weltmeisterin und Olympiasiegerin allerdings in der 4-mal-100-Meter-Staffel.

## Karriere
Bei den Jugendweltmeisterschaften 2005 in Marrakesch gewann Knight den Titel über 100 Meter sowie die Silbermedaille über 200 Meter. 2006 wurde sie US-amerikanische Juniorenmeisterin im 200-Meter-Lauf. Im folgenden Jahr verteidigte sie ihren Titel erfolgreich und siegte über dieselbe Distanz bei den panamerikanischen Juniorenmeisterschaften. Als Studentin der University of Texas at Austin gewann Knight 2008 die NCAA-Hallenmeisterschaften im 200-Meter-Lauf. Sie feierte Siege beim Reebok Grand Prix in New York City und bei den Bislett Games in Oslo, konnte sich aber als Fünfte der US-amerikanischen Ausscheidungswettkämpfe nicht für die Teilnahme an den Olympischen Spielen in Peking qualifizieren.
2009 siegte Knight beim British Grand Prix in Gateshead, belegte bei den US-amerikanischen Meisterschaften den fünften Platz und bei der Athletissima in Lausanne den dritten Platz. Im folgenden Jahr wurde sie bei den US-amerikanischen Meisterschaften Fünfte im 100-Meter-Lauf. Über 200 Meter erzielte sie zahlreiche vordere Platzierungen bei internationalen Leichtathletik-Meetings. Unter anderem wiederholte sie ihren Sieg in Gateshead.
2011 erreichte Knight bei den US-amerikanischen Meisterschaften den vierten Platz im 200-Meter-Lauf. Sie gewann drei Rennen der IAAF Diamond League: beim inzwischen nach Birmingham umgezogenen British Grand Prix, beim London Grand Prix und bei der Golden Gala in Rom. Außerdem führte sie bei den Weltmeisterschaften in Daegu die siegreiche US-amerikanische 4-mal-100-Meter-Staffel um Allyson Felix, Marshevet Myers und Carmelita Jeter im Finale als Startläuferin an.
Bei den Olympischen Spielen 2012 in London gewann sie in der Staffel die Goldmedaille. Die US-Amerikanerinnen stellte dabei in der Aufstellung Tianna Madison, Allyson Felix, Bianca Knight und Carmelita Jeter mit 40,82 s einen neuen Weltrekord auf und unterboten die fast 27 Jahre alte Bestmarke der DVfL-Auswahlmannschaft um 55 Hundertstelsekunden.